# بيسيفلوكساسين
بيسيفلوكساسين (Besifloxacin) هو (اسم دولي غير مسجل الملكية / وايضااسم معتمد أمريكي) مضاد حيوي من زمرة الفلوروكوينولونات الجيل الرابع . وهي مجموعة من المضادات الحيوية واسعة الطيف الاصطناعية ذات تأثير علاجي قوي. المركب المسوق هو بيسيفلوكساسين هايدروكلوريد.
تم تطويره من قبل SSP المحدودة، واليابان، وجعلت SS734. SSP المرخص بالولايات المتحدة وأوروبا لحقوق SS734 لاستخدام العيون (قالب:Otcbb2) في عام 2000 م
.

## الاستعمال الطبي
يشار إلى بيسيفلوكساسين Besifloxacin في علاج:
- التهاب الملتحمة البكتيري الناجم عن الجراثيم الحساسة.[3] وكذلك في الوقاية من المضاعفات المعدية في المرضى الذين يخضعون للعلاج بالليزر لعلاج إعتام عدسة العين cataracts.[4][5]

## الحركية الدوائية
- له نشاط في المختبر ضد طائفة واسعة من البكتيريا إيجابية وسلبية الغرام، التي تسبب التهابات العين (مثل المستدمية النزلية، المكورات العنقودية الذهبية، والمكورات البشروية )، مكورات هومينيس، عقدية هين، العقدية الفموية، العقدية الرئوية والعقدية اللعابية. بما في ذلك السلالات المقاومة للعقاقير.[6]

## الأشكال الصيدلانية
يكون بشكل معلق عيني 0.6٪

## الآثار الجانبية
خلال العلاج، وكان رد فعل سلبي العين ذكرت في معظم الأحيان ظهور احمرار الملتحمة (حوالي 2٪ من المرضى). وكانت ردود الفعل السلبية المحتملة الأخرى، المبلغ عنها في حالات المعالجة بالبيسيفلوكساسين: ألم في العين، حكة في العين، عدم وضوح الرؤية، وتورم في العين أو الجفن.